# ترحيل الفلسطينيين من الكويت
ترحيل الفلسطينيين من الكويت حدث خلال حرب الخليج الثانية وبعدها. كان هناك 400 ألف فلسطيني في الكويت قبل حرب الخليج الثانية. خلال الغزو العراقي للكويت غادر 200 ألف فلسطيني الكويت لأسباب مختلفة (الخوف من الاضطهاد ونقص الغذاء وصعوبات الرعاية الطبية والنقص المالي والخوف من الاعتقال وسوء المعاملة عند الحواجز من قبل العراقيين). بعد حرب الخليج عام 1991 فر ما يقرب من 200 ألف فلسطيني من الكويت ويرجع ذلك جزئيا إلى الأعباء الاقتصادية ولوائح الإقامة والخوف من إساءة استخدام قوات الأمن الكويتية. كانت هذه السياسة التي أدت جزئيا إلى هذا النزوح ردا على مواءمة رئيس منظمة التحرير الفلسطينية ياسر عرفات مع صدام حسين.
كان الفلسطينيون الذين فروا من الكويت معظمهم من المواطنين الأردنيين. في عام 2004 فقط تحسن الوضع السياسي بين القيادة الكويتية والفلسطينية مع اعتذار رسمي من محمود عباس عن دعم منظمة التحرير الفلسطينية للغزو العراقي في عام 1991. في عام 2012 أعيد فتح السفارة الفلسطينية الرسمية في الكويت، حيث كان يعيش 80 ألف فلسطيني في الكويت.

## الخلفية
قبل حرب الخليج الثانية بلغ عدد الفلسطينيين حوالي 400 ألف من مجموع سكان الكويت البالغ عددهم مليوني نسمة.
وصل الفلسطينيون إلى الكويت في ثلاث مراحل مختلفة: وهي السنوات 1948 و 1967 و 1975. وفي عقد الثمانينات شكل العرب الفلسطينيون الجزء الأكبر من القوى العاملة.

## الأحداث

### خلال الاحتلال العراقي
بدأ النزوح الجماعي للفلسطينيين من الكويت مع الغزو العراقي للبلاد في صيف عام 1990. شمل النزوح كلا من الكويتيين والفلسطينيين الذين يشكلون نسبة كبيرة من المقيمين الكويتيين. من أصل 350 ألف شخص من أصل فلسطيني أولي يقيمون في الكويت في منتصف عام 1990 فر أكثر من 200 ألف شخص من الكويت أثناء الاحتلال العراقي للكويت بسبب التحرش والتخويف من قبل قوات الأمن العراقية بالإضافة إلى الإضراب عن العمل من قبل شخصيات السلطة العراقية في الكويت. أطلقت وزارة التعليم العراقية في الكويت ثلاثة آلاف فلسطيني في سبتمبر 1990 واستمرت عمليات فصل الفلسطينيين من القطاعات الأخرى طوال شهر أكتوبر. كما ضغط العراقيون على مكتب منظمة التحرير الفلسطينية في الكويت الذي رفض تنظيم أي مظاهرات وتجمعات فلسطينية دعما للعراق. المظاهرة الفلسطينية الوحيدة في الكويت أثناء الاحتلال العراقي كانت في الواقع مظاهرة مؤيدة للكويت مع سكان القرية في حي حولي وهم يلوحون بصور الأمير.

### الترحيل في مارس 1991
كان عدم دعم الكويت للفلسطينيين بعد حرب الخليج الثانية ردا على مواءمة رئيس منظمة التحرير الفلسطينية ياسر عرفات مع صدام حسين الذي غزا الكويت في وقت سابق. في 14 مارس 1991 كان 200 ألف فلسطيني ما زالوا مقيمين في الكويت من أصل 400 ألف شخص. بدأ الفلسطينيون في مغادرة الكويت خلال أسبوع واحد في مارس 1991 بعد تحرير الكويت من الاحتلال العراقي. خلال أسبوع واحد في مارس كان السكان الفلسطينيون في الكويت قد فروا تقريبا من البلد. قال الكويتيون إن الفلسطينيين الذين يغادرون البلاد يمكنهم الانتقال إلى الأردن لأن معظم الفلسطينيين يحملون جوازات سفر أردنية. وفقا لصحيفة نيويورك تايمز قال الكويتيون إن الغضب ضد الفلسطينيين كان من قبيل احتمال أن يكون هناك احتمال ضئيل بأن أولئك الذين غادروا خلال الاحتلال الذي استمر سبعة أشهر يمكن أن يعودوا في أي وقت مضى وعدد قليل نسبيا من أولئك المتبقين سوف تكون لديهم القدرة على البقاء.

## فيما بعد
كان الفلسطينيون الذين فروا من الكويت مواطنين أردنيين عموماً. أعترف بهم رسمياً كأردنيين من أصل فلسطيني.
في عام 2004 زعم أن الكويت منعت زيارة محمود عباس نائب رئيس منظمة التحرير الفلسطينية والرجل الثاني في المنظمة من بعد عرفات. نفى المسؤولون الفلسطينيون التقارير بأن ذلك يرجع إلى أنه لن يعتذر عن دعم عرفات للغزو العراقي للكويت عام 1990. ومع ذلك في 12 ديسمبر 2004 اعتذر عباس وكان رئيس المنظمة عن دعم المنظمة لصدام حسين خلال الغزو. وفي أول زيارة يقوم بها مسؤول فلسطيني إلى الكويت منذ غزو العراق قال عباس: «نقول نعم نحن نعتذر عن موقفنا من الكويت».